# Julius Karrer
Julius Karrer (* 6. Juni 2000 in Berlin) ist ein deutscher Eishockeyspieler, der seit Mai 2020 bei den Nürnberg Ice Tigers aus der Deutschen Eishockey Liga (DEL) unter Vertrag steht und dort auf der Position des Verteidigers spielt.

## Karriere

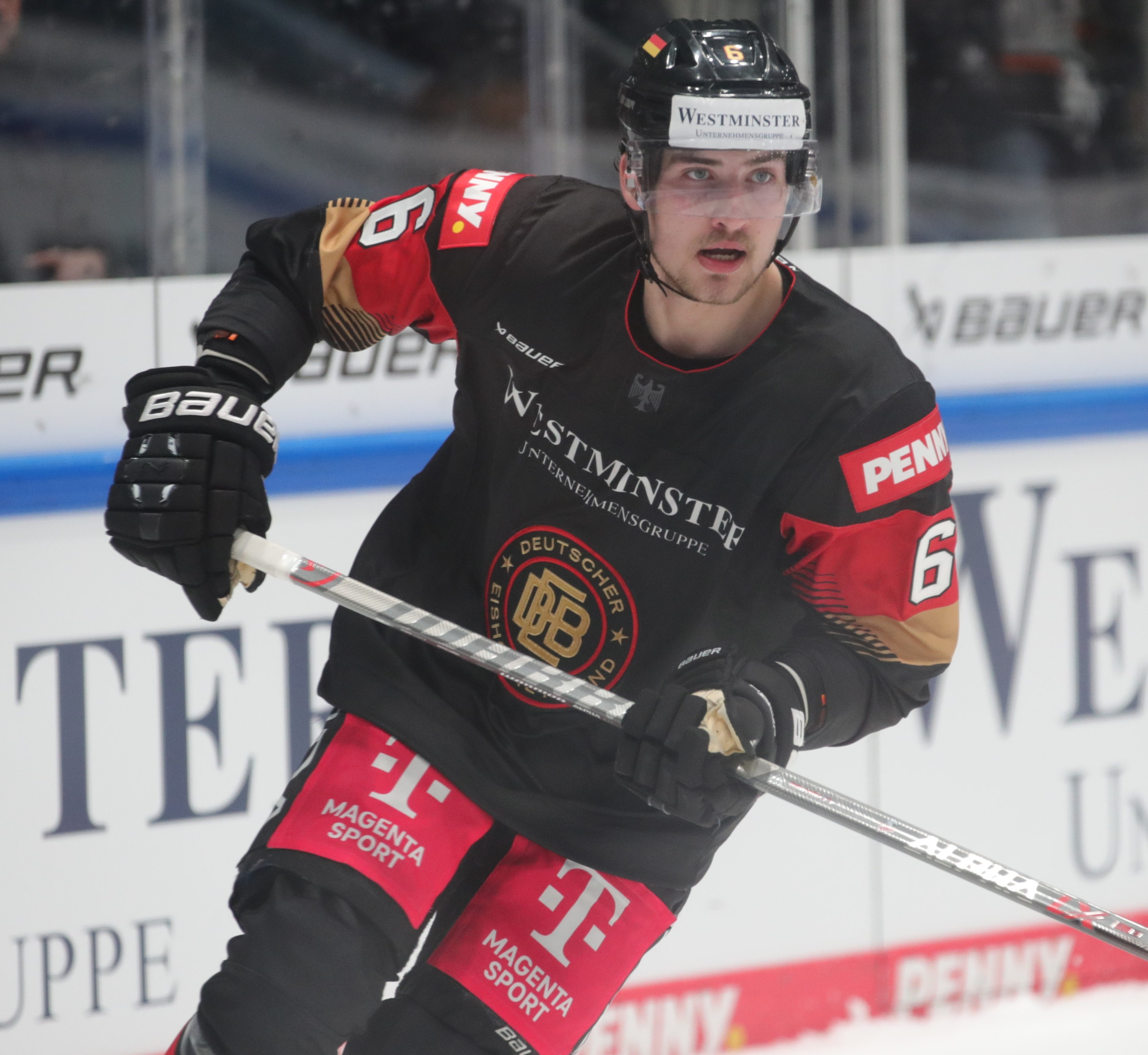
Karrer im Trikot der deutschen Nationalmannschaft (2023)

Karrer verbrachte seine Juniorenzeit bei den Eisbären Berlin in seiner Geburtsstadt. Für deren Nachwuchs, die Eisbären Juniors, lief er ab dem Sommer 2014 in der Schüler-Bundesliga auf. Nach zwei Spielzeiten in dieser Altersstufe gehörte der Verteidiger ab der Saison 2016/17 zum Kader der U19-Mannschaft im Spielbetrieb der Deutschen Nachwuchsliga (DNL). In dieser Leistungsstufe war Karrer drei Jahre aktiv. Vor der Saison 2019/20 wechselte der 19-Jährige ins Profilager, als er im Juni 2019 einen Vertrag bei den Lausitzer Füchsen aus der DEL2 erhielt. Dort kam das Talent in seiner Rookiespielzeit – neben acht Einsätzen bei den Crocodiles Hamburg in der drittklassigen Eishockey-Oberliga – zu insgesamt 41 DEL2-Spielen für die Füchse. Dabei bereitete er vier Tore vor.
Mit seinen Leistungen machte er daher die Klubs der Deutschen Eishockey Liga (DEL) auf sich aufmerksam und erhielt im Mai 2020 ein Angebot der Nürnberg Ice Tigers. Die Ice Tigers statteten den Abwehrspieler vor dem Spieljahr 2020/21 mit einer Förderlizenz aus, sodass er in 29 Partien für Nürnberg in der DEL zum Einsatz kam und auch 20-mal für deren Kooperationspartner Bayreuth Tigers in der DEL2 auflief. In der Saison 2021/22 spielte Karrer mit der Ausnahme von zwei DEL2-Spielen für Bayreuth ausschließlich bei den Nürnberg Ice Tigers. Dort etablierte er sich in der Folgezeit als Stammspieler. In der Spielzeit 2023/24 verpasste er ab Ende Oktober verletzungsbedingt einen Großteil der ersten Saisonhälfte und kehrte erst Mitte Januar 2024 nach überstandener Operation in den Spielbetrieb zurück.

### International
Auf internationaler Ebene kam Karrer ab der Spielzeit 2017/18 für die Junioren-Nationalmannschaften des Deutschen Eishockey-Bundes zu Einsätzen. An einem internationalen Turnier nahm er im Zeitraum bis zum Sommer 2020 jedoch nicht teil, sondern lief lediglich in Testspielen auf. Im April 2021 wurde er von Bundestrainer Toni Söderholm erstmals in der Vorbereitung auf die Weltmeisterschaft 2021 in den Kader der deutschen A-Nationalmannschaft eingeladen, mit dem er in der Folge am Deutschland Cup 2022 teilnahm. Des Weiteren gehörte der Verteidiger in den Vorbereitungsphasen auf die Weltmeisterschaften der Jahre 2022, 2023 und 2024 zum Kader des Nationalteams.

## Karrierestatistik
Stand: Ende der Saison 2024/25
(Legende zur Spielerstatistik: Sp oder GP = absolvierte Spiele; T oder G = erzielte Tore; V oder A = erzielte Assists; Pkt oder Pts = erzielte Scorerpunkte; SM oder PIM = erhaltene Strafminuten; +/− = Plus/Minus-Bilanz; PP = erzielte Überzahltore; SH = erzielte Unterzahltore; GW = erzielte Siegtore; 1 Play-downs/Relegation; Kursiv: Statistik nicht vollständig)